# Mellanjuten
Mellanjuten är en sjö i Finspångs kommun i Östergötland och ingår i Motala ströms huvudavrinningsområde. Sjön har en area på 2,04 kvadratkilometer och ligger 52,3 meter över havet.

## Delavrinningsområde
Mellanjuten ingår i det delavrinningsområde (652265-150078) som SMHI kallar för Utloppet av Mellanjuten. Medelhöjden är 61 meter över havet och ytan är 10,33 kvadratkilometer. Det finns inga avrinningsområden uppströms utan avrinningsområdet är högsta punkten. Vattendraget som avvattnar avrinningsområdet har biflödesordning 3, vilket innebär att vattnet flödar genom totalt 3 vattendrag innan det når havet efter 58 kilometer. Avrinningsområdet består mestadels av skog (75 procent). Avrinningsområdet har 2,04 kvadratkilometer vattenytor vilket ger det en sjöprocent på 19,7 procent.